# Myndus fasciata
Myndus fasciata är en insektsart som beskrevs av Frederick Arthur Godfrey Muir 1923. Myndus fasciata ingår i släktet Myndus och familjen kilstritar. Inga underarter finns listade i Catalogue of Life.